# Большой Сютик
Большой Сюти́к — деревня в Орджоникидзевском районе Республики Хакасия России.
Расположена на правом берегу р. Чулым. Напротив, на левом берегу, находится ж.-д. ст. и пос. Копьёво. Число хозяйств — 100, население — 314 чел. (01.01.2004), в основном русские.
Предположительно название Сютик произошло от названия ручья, вблизи которого возникла деревня в 1819—1820. В 1926 (по переписи) насчитывалось 31 х-во, население — 189 чел. В 1957, после реорганизации колхозов, был образован совхоз «Чулымский». В 1964 деревня стала отделением совхоза «Орджоникидзевский».

## Население
| 2002 | 2010 |
| ---- | ---- |
| 325  | ↘229 |